# Блиц (газета)
Бліц (Blic) — сербська щоденна газета, що випускається від 16 вересня 1996 року. Від 2004 року належить швейцарській компанії Ringier AG.

## Історія
У 1990-х роках сербські газети, зокрема такі великі як «Політика» та «Вечірні новини», відбивали думку сербської влади, але нехтували думку опозиції. Газета «Бліц», яку заснували 1996 року австрійські бізнесмени Петер Кельбель та Александр Лупшич, була на той момент єдиною в Сербії опозиційною газетою. Популярність газети стала настільки великою, що денний наклад зріс до 250 000 примірників. Якось видавництво «Борба» оголосило, що з технічних причин не змогло виготовити понад 80 000 копій святкового випуску, що було розцінено як тиск на редакцію газети «Бліц». Протягом багатьох років «Бліц» був відомий близькістю до Демократичної партії, яка була при владі протягом більшої частини часу в період від 2000 до 2012 року. Після продажу швейцарцям газета стала більш орієнтованою на прибуток, що відбилося на її стилі, змісті та редакційній політиці.
2004 року акції газети продано швейцарській компанії Ringier AG. Наразі[коли?] газетою володіє сербська дочірня компанія швейцарського медіахолдингу Ringier Axel Springer Media AG, спільного підприємства швейцарської компанії Ringier AG та німецької Axel Springer SE. Крім «Бліц», Ringier Axel Springer Media AG належать громадсько-політичний тижневик НИН (Недељне информативне новине), журнали Original та Elevate, відеоонлайн-платформи Blic TV і Clip.rs, сайти та портали Ana.rs, Blic.Žena, Žena.rs, Pulsonline.rs, NOIZZ і Blic-onlajn.

## Наклад та популярність
2007 року газета «Бліц» виходила середнім денним накладом 180 948 примірників. На 2016 рік тираж знизився приблизно до 58 000 примірників (4-е місце в Сербії). За даними проєкту Media Ownership Monitor 2018 року газета «Бліц» була другою в Сербії з охоплення аудиторії після видання «Информер».
Сайт газети «Бліц» від 2010 року входить до списку найпопулярніших сайтів Сербії.

## Критика
Газета «Бліц» звинувачували в «обіленні» НАТО. Також у випуску від 19 червня 2010 року на одній із фотографій зображено боснійського муфтія Муамера Зукорлича, який тиснув руку Папі Римському Бенедикту XVI, одягненого у православну рясу. Також на ньому був головний убір із хрестом та написом «Већі Папа од Папі», що викликало скандал.